# Imma confluens
Imma confluens is een vlinder uit de familie van de Immidae. De wetenschappelijke naam van de soort is voor het eerst geldig gepubliceerd in 1932 door Edward Meyrick.